# Pityphyllum pinoides
Pityphyllum pinoides är en orkidéart som beskrevs av Herman Royden Sweet. Pityphyllum pinoides ingår i släktet Pityphyllum och familjen orkidéer.
Artens utbredningsområde är Ecuador. Inga underarter finns listade i Catalogue of Life.